# Victoria (Versicherungskonzern)

Letztes Logo der Victoria-Versicherung

Die Victoria-Versicherung zu Berlin war ein bedeutendes deutsches Versicherungsunternehmen und zeitweise die größte deutsche Versicherung. Das Unternehmen ist in der Ergo Group aufgegangen.

## Geschichte

### Lebensversicherung

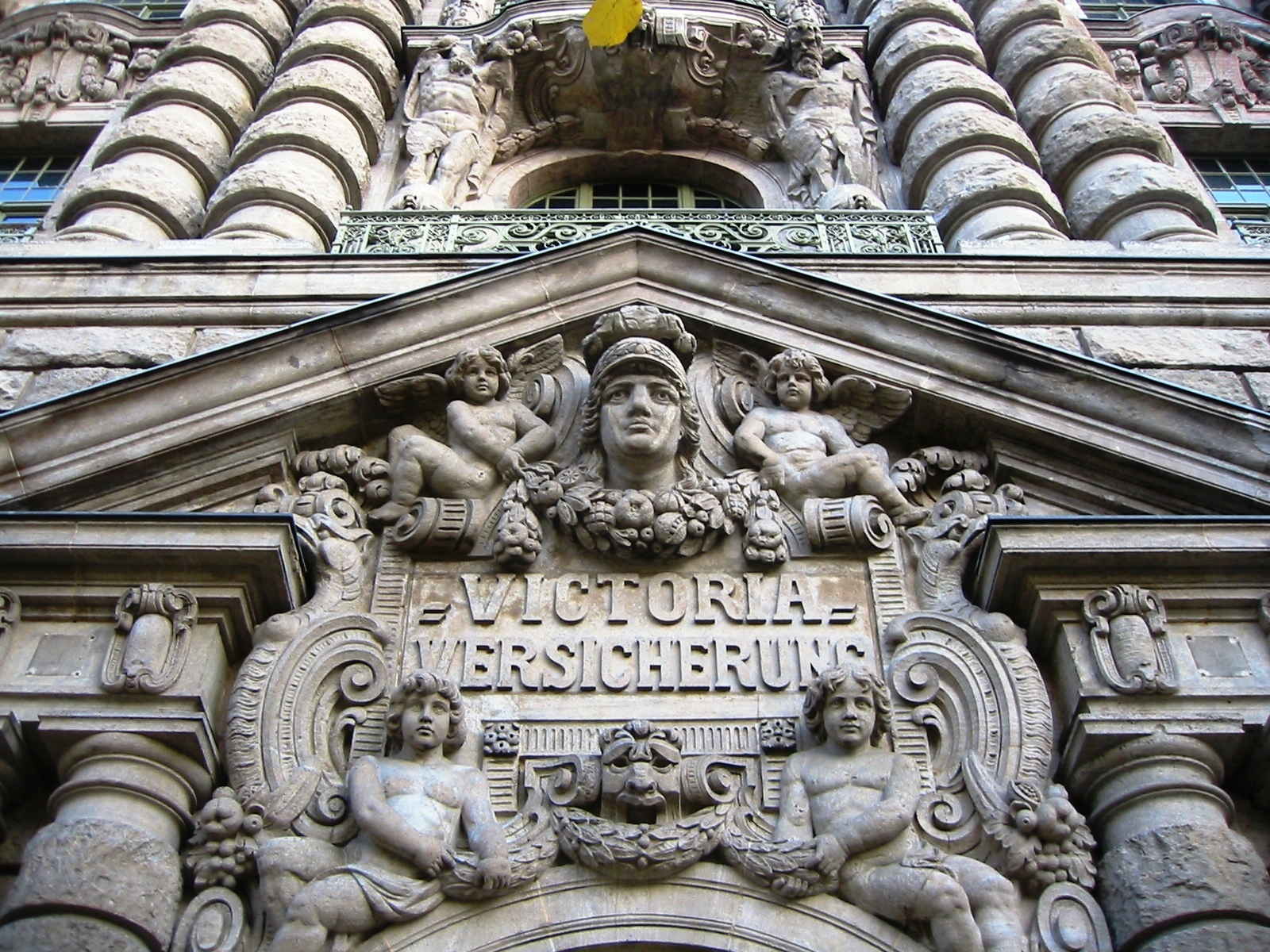
Eingangsportal in Berlin

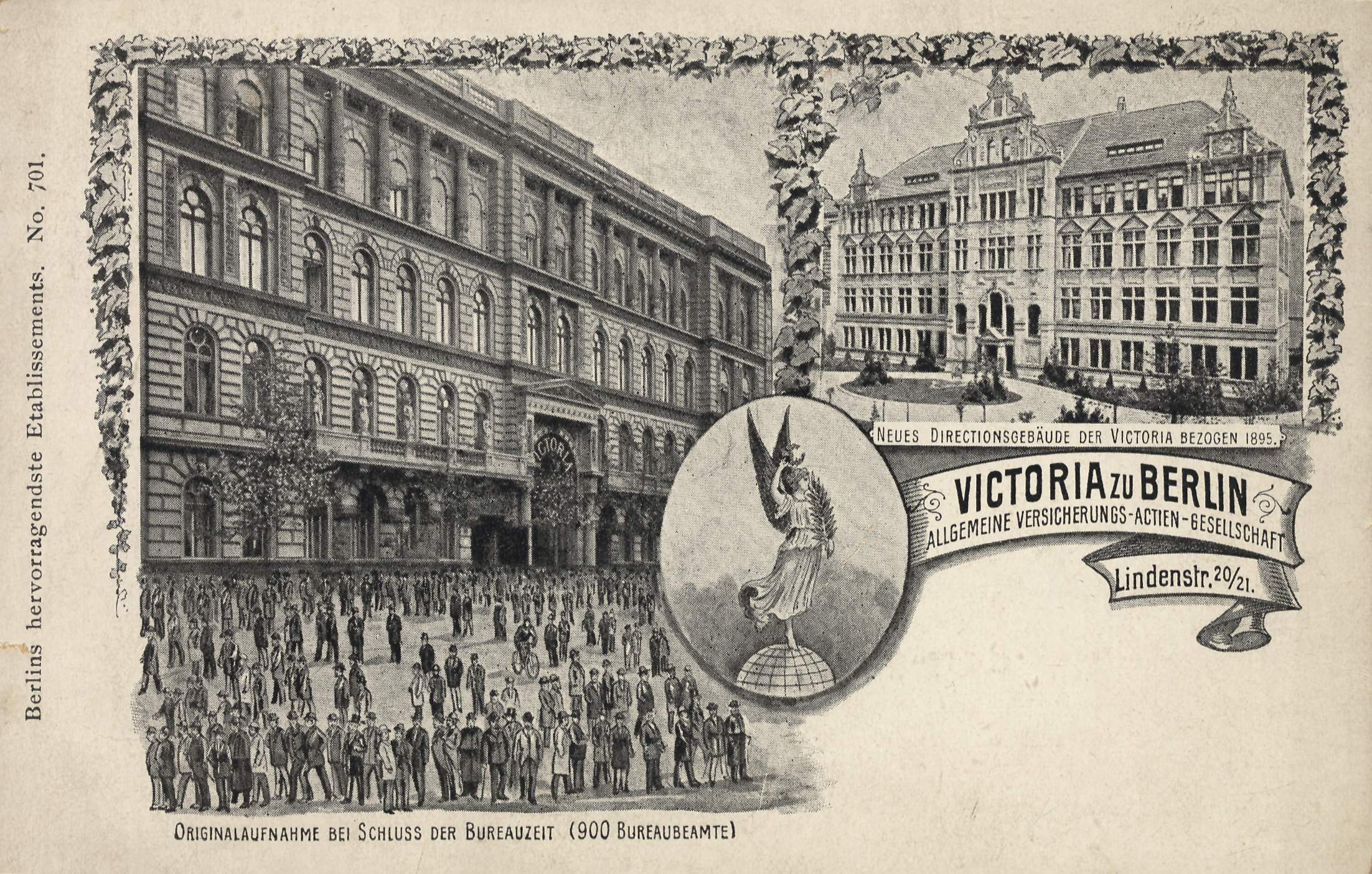
Victoria-Gebäude um 1900

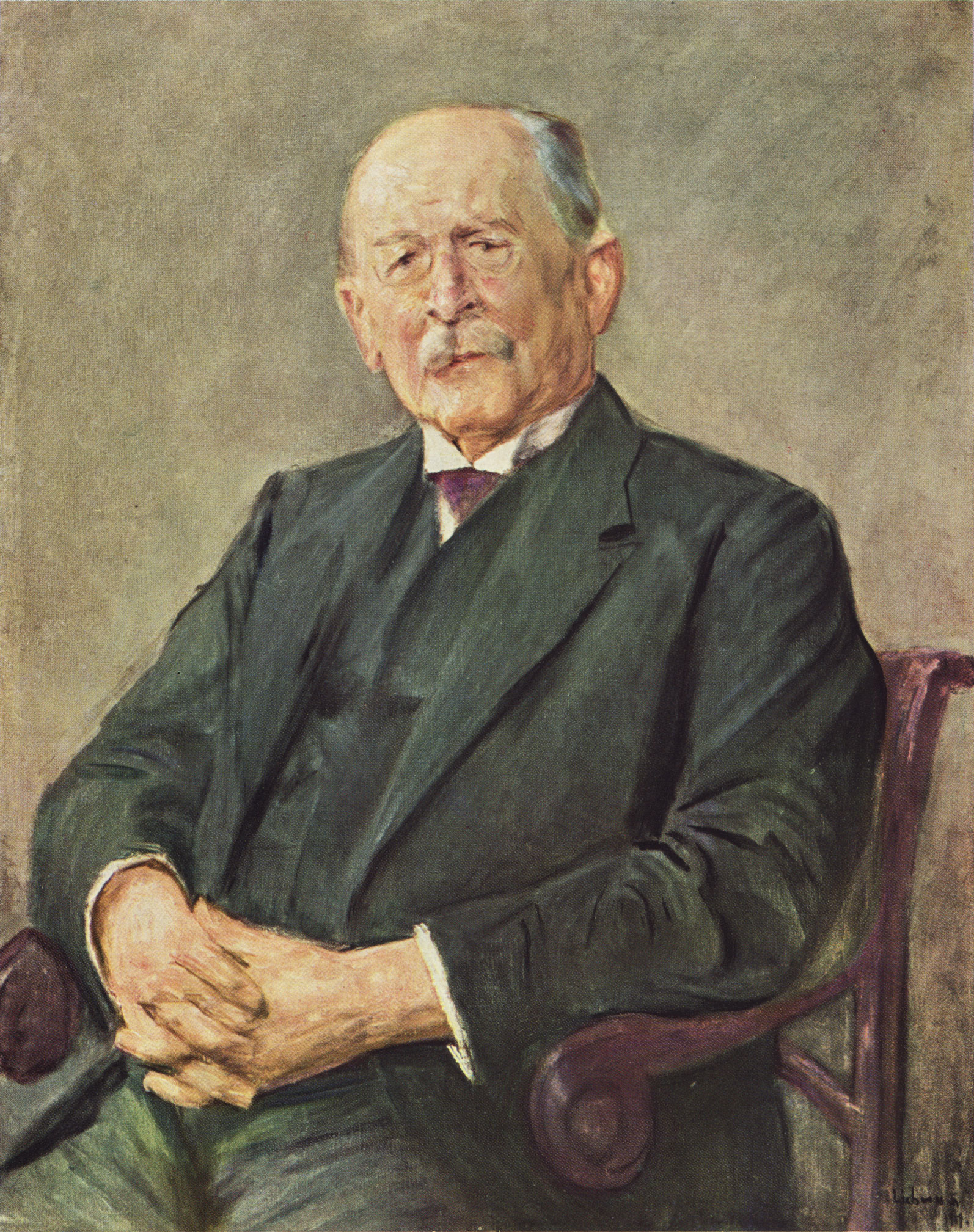
Otto Gerstenberg, Gemälde von Max Liebermann 1919

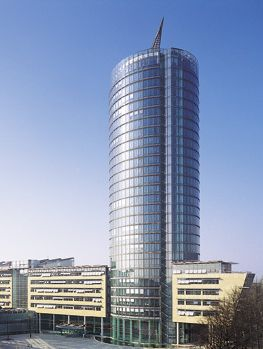
Victoria-Haus in Düsseldorf, heute der Hauptsitz der ERGO Group

Gegründet wurde die Victoria Versicherungs AG am 26. September 1853 als Allgemeine Eisenbahn-Versicherungs-Gesellschaft (AEVG), die für den Eisenbahnverkehr die Transport-, Lebens-, Unfall- und Feuerversicherung betrieb. 1858 erfolgte die Ausdehnung der Transportversicherung auf Land- und Wasserstraßen und 1860 die Erweiterung des Geschäfts auf die Lebensversicherung.
Im Jahre 1875 fand die Umbenennung in Victoria zu Berlin Allgemeine Versicherungs-Aktien-Gesellschaft statt.
In den Folgejahren wurde sie insbesondere durch den damaligen Generaldirektor Otto Gerstenberg Vorreiter auf dem Gebiet der so genannten Volksversicherung. Bis 1913 wurden etwa 4 Millionen Policen abgeschlossen. Von 1899 bis zum Ersten Weltkrieg war die Victoria die größte deutsche Versicherung und das zweitgrößte europäische Assekuranzunternehmen. Bereits 1903 hatte der Versicherungsbestand die Grenze von einer Milliarde Mark überschritten.
1923 erfolgte die Gründung der Tochter  Victoria am Rhein Allgemeine Versicherungs-Actien-Gesellschaft in Düsseldorf, die 1956 mit dem Mutterunternehmen zur  Victoria Lebens-Versicherungs-Aktien-Gesellschaft fusioniert. Nach der Fusion der Muttergesellschaft Victoria Holding mit der Hamburg-Mannheimer trat die Lebensversicherungstochter zunächst unverändert auf dem Versicherungsmarkt in Erscheinung, ehe sie 2010 das Neugeschäft einstellte und sich auf die Abwicklung der bestehenden Versicherungsverhältnisse konzentrierte. Im Herbst 2017 stand kurzzeitig die Veräußerung der Gesellschaft durch die Ergo an einen Abwicklungsspezialisten im Raum, letztlich nahm die Mutter jedoch Ende November des Jahres Abstand von den Plänen.

### Feuerversicherung
1904 erfolgte zudem die Gründung der Tochter Victoria Feuer-Versicherungs-Actien-Gesellschaft in Berlin, mit den Sparten Feuer, Einbruchdiebstahl und Leitungswasserschäden.
1923 wurde die Gründung (23. November) der Tochter Victoria am Rhein Feuer- und Transport-Versicherungs-Actien-Gesellschaft in Düsseldorf vorgenommen, 1948 die Übertragung des Unfallversicherungsbestandes von der Victoria zu Berlin auf die Victoria Feuer.
Im Jahre 1956 fand die Fusion beider Gesellschaften zur Victoria Feuer-Versicherungs-Aktien-Gesellschaft statt. Diese wurde 1989 umbenannt in Victoria Versicherung AG.

### Krankenversicherung
Um auch die Sparte Krankenversicherung anbieten zu können, begann die Victoria im Jahr 1971 eine Kooperation mit der Gilde-Versicherung AG, die ihren Sitz in Düsseldorf hatte. Zu Beginn der Kooperation erwarb die Victoria 10 Prozent am Aktienkapital der Gilde. Als der Aktienbesitz auf 49 Prozent im Jahr 1977 angewachsen war, wurde die Gilde-Versicherung AG in Victoria-Gilde Krankenversicherung AG umbenannt.
1988 erfolgte die Übernahme weiterer Aktien (74,9 Prozent) und damit auch die Übernahme der Victoria-Gilde Krankenversicherung AG. Zum Ende des Jahres wurde sie umfirmiert in Victoria Krankenversicherung AG.

### Weitere Zweige
Des Weiteren existierten noch Tochterunternehmen, z. B. im Bereich der Transport- und Rückversicherung.

## Generaldirektoren / Vorstandsvorsitzende
| Amtszeit           | Name                                     |
| ------------------ | ---------------------------------------- |
| 1853–1869          | Otto Crelinger                           |
| 1870–1888          | Gustav Hartmann                          |
| 1888–1912          | Otto Gerstenberg                         |
| 1913–1932          | Richard Utech (bis 1917 neben Paul Thon) |
| 1932–1935          | Emil Herzfelder                          |
| 1935–1968          | Kurt Hamann                              |
| 1968–1982          | Heinz Schmöle                            |
| 1983–1998 (Fusion) | Edgar Jannott                            |

## Ergo Versicherungsgruppe
Die Ergo Versicherungsgruppe AG ist schließlich Ende 1997 durch Fusion der Victoria Holding AG mit der Hamburg-Mannheimer AG entstanden (27. Januar 1998: Eintragung ins Handelsregister Düsseldorf (Anteil der Münchener Rückversicherungs-Gesellschaft zunächst 54 %) sowie Sitzverlegung der Victoria-Gesellschaften von Berlin nach Düsseldorf.)
Die Victoria Versicherung war von 2001 bis 2006 Trikotsponsor des FC Schalke 04.